# Aminata Savadogo
Aminata Savadogo (Riga, 9 januari 1993) is een Letse zangeres.

## Biografie
Aminata Savadogo werd geboren uit een Letse moeder en een vader uit Burkina Faso. Ze studeert economie aan de Universiteit van Letland. Op vijftienjarige leeftijd begon ze regelmatig deel te nemen aan zangcompetities. In 2014 kreeg ze nationale aandacht door haar deelname aan Dziesma, de Letse nationale preselectie voor het Eurovisiesongfestival. Met het nummer I can breathe wist ze de finale te bereiken, alwaar ze als vijfde eindige. Een jaar later waagde ze wederom haar kans, en ditmaal won ze de Letse voorronde met het nummer Love injected. Hierdoor heeft ze aldus Letland vertegenwoordigd op het Eurovisiesongfestival 2015 in de Oostenrijkse hoofdstad Wenen. Hier kwam ze in de finale en eindigde op de zesde plaats. Voor het Eurovisiesongfestival 2016 schreef Savadogo het nummer Heartbeat. Justs Sirmais wist hiermee de nationale finale te winnen.
In het najaar van 2016 nam Savadogo deel aan the Voice in Rusland. Tijdens haar audities draaiden zowel Dima Bilan als Polina Gagarina, wie haar coach werd. Tijdens de Knock Outs werd Savadogo uitgeschakeld.
In 2022 probeerde Aminata nog een gooi te doen naar het Eurovisiesongfestival via het Letse programma Supernova, maar dat mislukte en ze kreeg in de nationale finale de tweede plaats.

## Discografie

### Singles
| Single met hitnotering(en) in de Vlaamse Ultratop 50 | Datum van verschijnen | Datum van binnenkomst | Hoogste positie | Aantal weken | Opmerkingen                          |
| ---------------------------------------------------- | --------------------- | --------------------- | --------------- | ------------ | ------------------------------------ |
| Love injected                                        | 2015                  | 30-05-2015            | tip48*          |              | Inzending Eurovisiesongfestival 2015 |

2000: Brainstorm · 
2001: Arnis Mednis · 
2002: Marie N · 
2003: F.L.Y. · 
2004: Fomins & Kleins · 
2005: Valters & Kaža · 
2006: Cosmos · 
2007: Bonaparti.lv · 
2008: Pirates of the Sea · 
2009: Intars Busulis · 
2010: Aisha · 
2011: Musiqq · 
2012: Anmary · 
2013: PeR · 
2014: Aarzemnieki · 
2015: Aminata Savadogo · 
2016: Justs · 
2017: Triana Park · 
2018: Laura Rizzotto · 
2019: Carousel · 
2021: Samanta Tīna · 
2022: Citi Zēni · 
2023: Sudden Lights · 
2024: Dons · 
2025: Tautumeitas